# Fallexperimente zum Nachweis der Erdrotation

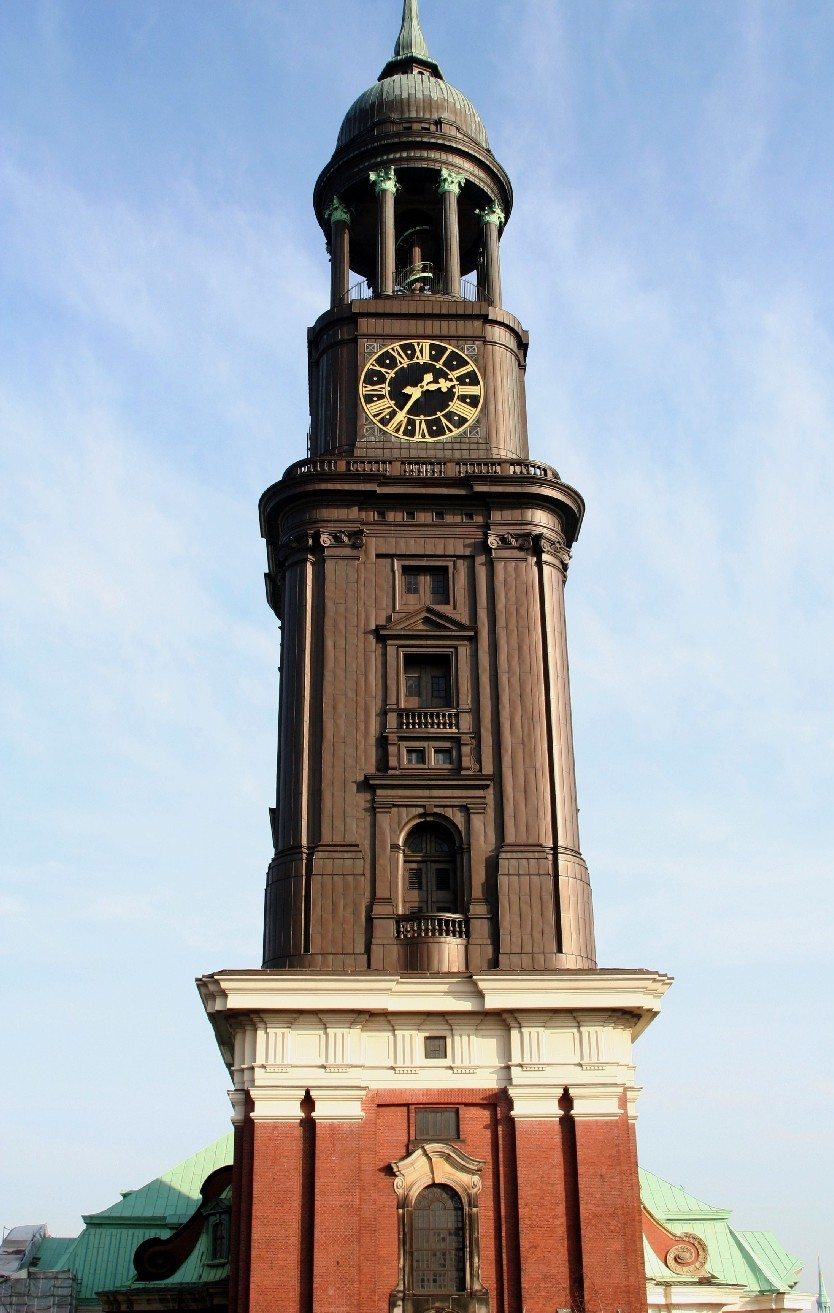
Der Turm der Hauptkirche St. Michaelis in Hamburg. Im Turm des Vorgängerbaues führte Benzenberg seine Messungen durch.

Fallexperimente zum Nachweis der Erdrotation sind physikalische Experimente, mit denen ab etwa 1800 erstmals die Drehung der Erde um ihre eigene Achse empirisch nachgewiesen werden konnte. Die Erdrotation verursacht bei frei fallenden Körpern eine Ostablenkung gegenüber dem Lot, die von Galilei und Newton vorhergesagt wurde, von Carl Friedrich Gauß berechnet und von Guglielmini, Benzenberg und Reich gemessen wurde. In der Systematik der heutigen Physik wird sie als Teilaspekt des Corioliseffektes behandelt.

## Abschätzung
Die Ostablenkung ist eine Folge der höheren Rotationsgeschwindigkeit der Erde in der Abwurfhöhe gegenüber der Rotationsgeschwindigkeit an der Erdoberfläche. Es ergibt sich eine Ablenkung nach Osten in Drehrichtung der Erde, die sich wie folgt abschätzen lässt.
Die Fallzeit ohne Berücksichtigung des Luftwiderstands beträgt {\displaystyle t={\sqrt {2h/g}}}
und die Differenz der Rotationsgeschwindigkeiten zwischen Fallbeginn und -ende
{\displaystyle \Delta v={\frac {v}{r}}\,\cos(\varphi )\,h}.
Wegen des quadratischen Verlaufs der Geschwindigkeit ist die tatsächliche Differenz doppelt so groß.
Dabei sind
- {\displaystyle h}: Fallhöhe in Meter
- {\displaystyle g}: Erdbeschleunigung in m/s² (zwischen 9,780 m/s² am Äquator und 9,832 m/s² an den Polen)
- {\displaystyle \varphi }: geografische Breite
- {\displaystyle v=463\;{\text{m/s}}}: Rotationsgeschwindigkeit am Äquator
- {\displaystyle r=6.378.136,6\;{\text{m}}}: äquatorialer Erdradius

Es ergibt sich z. B. bei {\displaystyle h=120\;{\text{m}}} und {\displaystyle \varphi =53^{\circ }} geografischer Breite (Hamburg) bei einer Fallzeit von {\displaystyle 4{,}9\;{\text{s}}} eine Ablenkung von {\displaystyle 2{,}6\;{\text{cm}}} nach Osten.
{\displaystyle d_{\text{ost}}={\frac {2}{3}}{\frac {v}{r}}\,\cos(\varphi )\,h\,{\sqrt {\frac {2h}{g}}}}
Die Ablenkung ist Folge des vertikalen Coriolis-Effekts.

## Experimente

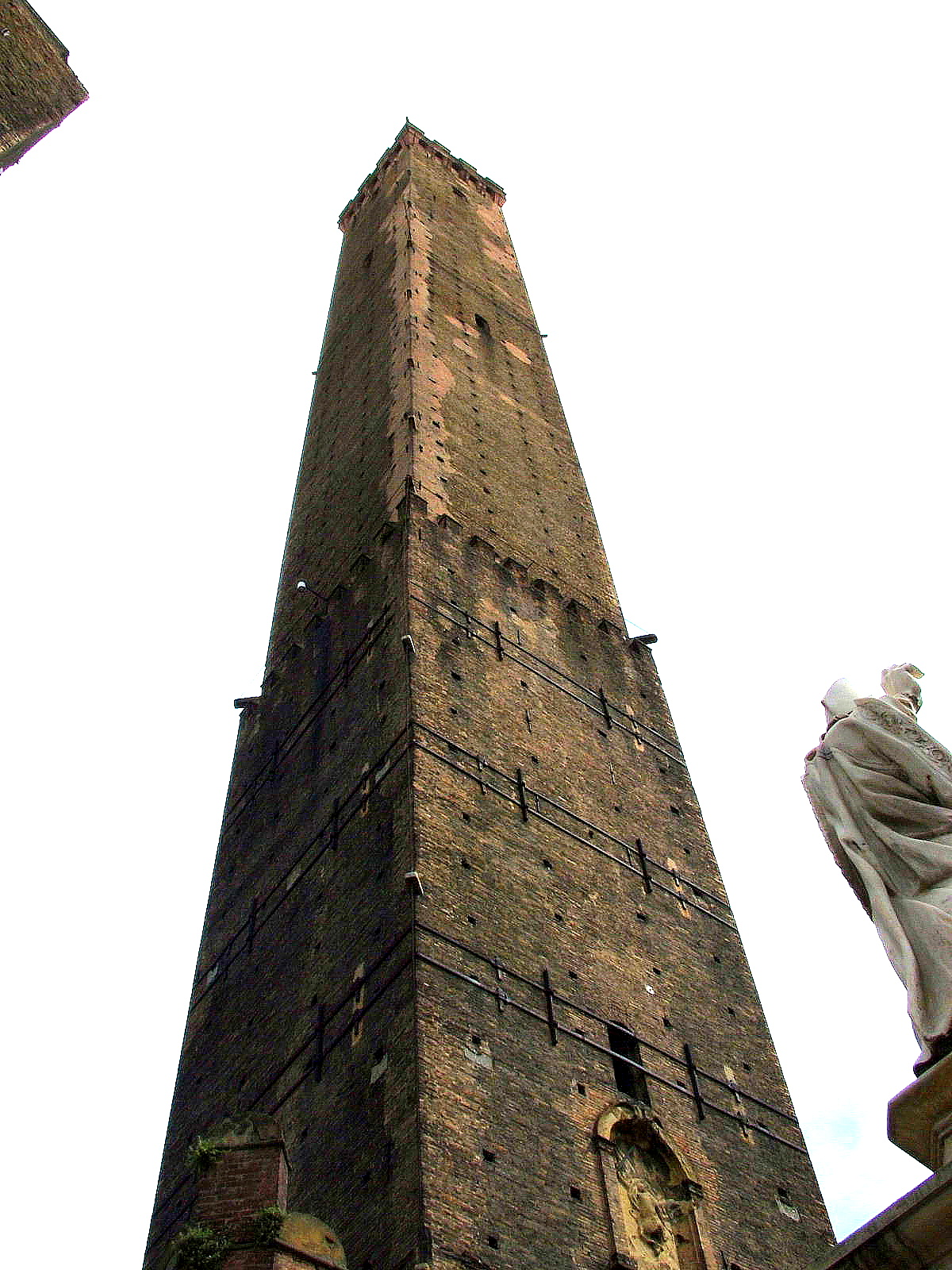
Der schiefe Torre degli Asinelli in Bologna, an dem Guglielmini experimentierte

Schon Galilei und Newton (1679, Brief an Hooke) schlugen solche Experimente vor. Das Experiment verlangt eine äußerst sorgfältige Durchführung zur Abschirmung von Störungen und eine gewisse Mindesthöhe.
- Robert Hooke (1635–1703) führte Versuche aus 8,2 m Höhe aus, kam aber nicht zu eindeutigen Resultaten (theoretischer Wert: 0,5 mm).[4]:264
- Ein erstes Experiment mit genügender Fallhöhe wurde 1791 von dem Italiener Giovanni Battista Guglielmini an einem der Stadttürme (dem der Asinelli) von Bologna ausgeführt. Er erhielt bei rund 78 m Fallhöhe und 15 Versuchen im Mittel eine Abweichung von 16 mm nach Osten (theoretischer Wert: 10,7 mm).
- In Hamburg wurde das Experiment 1802 im Hamburger Michel von dem Landvermesser und Astronomen Johann Friedrich Benzenberg wiederholt (der Michel hatte Zwischenböden mit Falltüren, was das Experiment möglich machte). Die Fallhöhe der Bleikugeln betrug 76,3 m, und bei 31 Versuchen über vier Monate wurde eine mittlere Abweichung von 8,7 mm in östliche Richtung gemessen, was ziemlich genau den Berechnungen von Carl Friedrich Gauß entsprach[5] (Benzenberg hatte an Wilhelm Olbers geschrieben, der Gauß kontaktierte). Allerdings gab es auch eine mittlere Ablenkung nach Süden,[6] die damals nicht erklärt werden konnte. Benzenberg schrieb 1804: "Sobald es durch Theorie und Erfahrung ausgemacht ist, dass keine Abweichung nach Süden stattfindet: so verlieren die Versuche in St. Michael sehr an ihrem Werthe."[4]:359
- Benzenberg wiederholte die Versuche 1804 in einem Kohleschacht der Zeche Trappe. Er ließ 29 Kugeln über 80,4 m fallen, mit einem Ergebnis, das nur wenig von Gauß’ entsprechender Vorhersage von 9,9 mm abwich. Genau maß er[4]:425 eine mittlere Abweichung von 5,1 Pariser Linien (11,4 mm) nach Osten und 0,7 Linien (1,5 mm) nach Süden.[7]
- Ferdinand Reich erhielt bei einer Fallstrecke von 158,5 m im Drei-Brüder-Schacht bei Freiberg 1831 eine Abweichung von 27,4 mm (theoretischer Wert: 28,1 mm). Ein wichtiger Punkt war das möglichst ungestörte „Loslassen“ der Kugeln vor dem Fall, was durch Zangenvorrichtungen bzw. von Reich durch Abkühlen erwärmter Bleikugeln über einem passgenauen Loch erreicht wurde.
- Um die Mitte des 19. Jahrhunderts war die beobachtete Südablenkung, die damals nicht erklärt werden konnte, Gegenstand heftiger Debatten. W. W. Rundell vom Royal Cornell Polytechnic führte 1848 deshalb das Experiment nochmals in den tieferen Bergwerksminen von Cornwall aus, die zwei- bis dreimal tiefer waren als Reichs Minenschacht in Freiberg. Das Ergebnis war eine eindeutige Südablenkung.[8] Auch Florian Cajori stellte in einer Übersicht 1901 eine unzweifelhafte Südablenkung fest, konnte aber auch keine Erklärung finden.[9]
- Camille Flammarion benutzte bei seiner Wiederholung des Experiments 1903 im Pariser Pantheon eine Haltevorrichtung mit einem Elektromagneten.
- Eine ähnliche Einrichtung wurde bei einer Wiederholung der Experimente im Jahre 2003 am Fallturm Bremen im Rahmen eines Experiments von Studenten der FU Berlin verwendet. Dort wurde bei 119 m Fallhöhe in einer Vakuumröhre im Mittel 26 mm Ostabweichung gemessen (theoretischer Wert: 16,9 mm). Auch hier konnten nicht alle Störfaktoren ausgeschaltet werden (es ergab sich z. B. auch eine mittlere Abweichung von 14 mm nach Süden).[10]
- Ein weiteres Experiment wurde 1902 von Edwin Hall an der Harvard University ausgeführt. Er ließ aus 23 m Höhe 948 Kugeln fallen, mit einer mittleren Abweichung von 1,8 mm nach Osten (nach Gauß wurden 1,79 mm erwartet), und 0,05 mm nach Süden.[11] Angeregt durch Halls Experiment wurden auch wieder Bergwerksexperimente versucht, diesmal in den sehr tiefen (4250 Fuß, also 1.295,4 m) Kupferminenschächten am Lake Superior, die sich aber als zu schmal erwiesen.[12]

Ein genaueres und besser auswertbares Experiment zur Erdrotation führte 1851 Léon Foucault mit einem Pendelexperiment im Pariser Panthéon aus, das aber auf dem horizontalen Coriolis-Effekt beruht.